# نورا بادييا
نورا بادييا ناشطة بيئية كولومبية. نشأت في بوغوتا. وشغلت منصبًا قياديًا في جمعية إعادة التدوير في بوغوتا، وفي الرابطة الوطنية لإعادة التدوير في كولومبيا، التي تضم حوالي 12.000 عضو. حصلت على جائزة غولدمان للبيئة في 2013 لمساهمتها في إدارة النفايات وإعادة التدوير في كولومبيا.

## حياتها ونشاطها
نشأت بادييا في أسرة فقيرة نسبيًا، عندما كانت تلميذة في سن السابعة، كانت تساعد أسرتها في جمع النفايات القابلة للتدوير في مكب النفايات التابع لبلدية بوغوتا. بعدما أنهت المدرسة الثانوية، لم تستطع تحمل تكاليف التعليم الجامعي، وواصلت إعادة التدوير لكسب لقمة العيش. شاركت بادييا في تأسيس جمعية إعادة التدوير (ARB) في 1990 جنبًا إلى جنب مع غيرها من القائمين بإعادة عمليات التدوير «غير الرسمية» (غير مدفوعة الأجر)، بهدف تحسين ظروف جامعي النفايات، وتولت في النهاية منصب المدير التنفيذي للجمعية. تأسست الرابطة الوطنية لإعادة التدوير في كولومبيا في 1993. اعتبارًا من 2016، أصبحت رابطة العاملون في إعادة التدوير في بوغوتا (ARB) ممثلًا لنحو 3000 من عاملي التدوير غير الرسميين في بوغوتا، بينما كانت الرابطة الوطنية لإعادة التدوير في كولومبيا (ANR) تضم 12000 عضو. في البداية كان الدخل الوحيد لجامعي النفايات عن طريق إعادة بيع الأشياء المهدورة، ولكن هذا تغير في بوغوتا في 2013، عندما أُدخل نظام دفع عام، بجانب ضمان اجتماعي وتأمين صحي ومعاشات.
التحقت بادييا بالجامعة في النهاية لدراسة الإدارة العامة. وحصلت على جائزة غولدمان للبيئة في 2013.